# Bert Whalley
Herbert »Bert« Whalley, angleški nogometaš, * 6. avgust 1913, Ashton-under-Lyne, Anglija, Združeno kraljestvo, † 6. februar 1958, München, Zahodna Nemčija.
Whalley je med letoma 1934 in 1946 zbral 32 nastopov v dresu Manchester Uniteda. Kasneje je v klubu deloval kot pomočnik trenerja in leta 1958 pri 45 letih izgubil življenje v münchenski letalski nesreči.
Rodil se je v mestu Ashton-under-Lyne, Lancashire. Njegov prvi klub je bil Stalybridge Celtic. 7. maja 1934 je prestopil v Manchester United. V dresu rdečih vragov je debitiral leta 1935. Skupaj je za United zaigral na 35 srečanjih, večje število nastopov mu je preprečil tudi izbruh druge svetovne vojne. Ko je leta 1945 trenersko funkcijo pri Unitedu prevzel Škot Matt Busby, je Whalley postal njegov pomočnik.
Leta 2011 ga je v televizijski drami United upodobil Dean Andrews. Film se osredotoča na uspehe Busbyjevih mladcev in njihovo tragično usodo v münchenski nesreči. 